# Sadova, Bârzula
Sadova (în ucraineană Садове, transliterat: Sadove, în trecut Sadovo) este un sat în comuna Ocna din raionul Bârzula, regiunea Odesa, Ucraina.

## Demografie
Componența lingvistică a localității Sadova
     Ucraineană (87,5%)
     Română (5,88%)
     Rusă (3,68%)
Conform recensământului din 2001, majoritatea populației localității Sadova era vorbitoare de ucraineană (87,5%), existând în minoritate și vorbitori de română (5,88%) și rusă (3,68%).